# Хан-Магомедов, Джан Джанович
Джан Джанович Хан-Магомедов (10 октября 1957, Москва — 27 ноября 2007) — советский и российский учёный, «пионер Рунета», кандидат физико-математических наук, наиболее известный организационной работой над различными отраслевыми мероприятиями в Рунете.

## Биография
Родился и жил в Москве. По национальности табасаран.

## Образование
С 1974 по 1979 годы учился в Московском институте электронного машиностроения (ныне Московский институт электроники и математики) по специальности «Конструирование и производство электронно-вычислительной аппаратуры»
В 1983 году окончил аспирантуру Московского государственного университета им. М. В. Ломоносова, кандидат физико-математических наук.

## Рунет
В 2000-х годах занимал должность исполнительного директора некоммерческой организации «Региональный общественный центр интернет-технологий» (РОЦИТ), являющейся одним из учредителей Координационного центра домена .ru, организатором серии интернет-проектов, партнером ЮНЕСКО.
Наиболее известные проекты, в которых Хан-Магомедов выполнял множество ключевых функций, — Российский интернет-форум (РИФ) и государственная Премия Рунета. Он также принимал участие в экспертных советах по регулированию и развитию отрасли интернет-услуг (Государственной думы, Мосгордумы, Минсвязи, Минэкономразвития, Роспечати, Аппарата правительства РФ), включая экспертный совет по ФЦП «Электронная Россия».
Скончался в результате болезни в возрасте 50 лет 27 ноября 2007 года, в день проведения «Премии Рунета — 2007». Похоронен на Востряковском кладбище.